# Трошин Володимир Костянтинович
Володи́мир Костянти́нович Тро́шин (*15 травня 1926, Михайлівське, Свердловська область — †25 лютого 2008, Москва) — радянський і російський співак, актор театру і кіно. Лауреат Сталінської премії другого ступеня (1951). Заслужений артист Марійської АРСР (1967). Заслужений артист РРФСР (1969). Народний артист РРФСР (1984). Відомий як один з перших виконавців популярної пісні «Підмосковні вечори».

## Біографія
Народився 15 травня 1926 ріка в селищі Михайлівське (нині — м. Михайловськ) Уральської (нині — Свердловської) області. Десята дитина в багатодітній сім'ї робітників.
Спочатку працював вантажником на залізничних станціях, культмассовиком в Свердловському парку культури і відпочинку.
Закінчив музичну школу, в 1943 році поступив в Школу-студію МХАТ, ставши студентом першого набору, яку закінчив в 1947 році. З 1947 року понад сорок років працював в Московському художньому академічному театрі. Попутно успішно займається вокалом, бере участь в музичних спектаклях. Почав співецьку кар'єру в 60-ті з виконання пісень Едуарда Колмановського, який став його постійним автором. Незабаром добився великої популярності, виконуючи такі хіти, як «Підмосковні вечори», (рос.)«Тишина», «Ты не печалься», «Ночной разговор», «Одинокая гармонь», а також російських романсів.
Виступав в концертах і популярній музично-розважальній телепрограмі «Блакитний вогник» Центрального телебачення Держтелерадіо СРСР.
У кіно знімався з 1951 року (дебютував в українській картині «Тарас Шевченко» (1951, кріпак-бунтівник, к.ст. ім. О. Довженка), зіграв близько сорока ролей у фільмах-спектаклях, музичних і художніх кінострічках; працював на дубляжі фільмів («Фанфан-тюльпан» (1952), «Горбань» (1959) та ін.) і озвучуванні мультфільмів («Дядя Стьопа — міліціонер» (1964, Дядя Стьопа), «Літери з ящика радиста» (1966, ст. «Київнаукфільм», виконує пісні), «Русалонька» (1968), «Казка розповідається» (1970, Іванушка).
Знімався в українських стрічках: «Переходимо до любові» (1975), «Своє щастя» (1979, реж. В'ячеслав Криштофович), «Дивна відпустка» (1980), головна роль в картині «Візит у Ковалівку» (1980, кіностудія ім. О. Довженка).
У 1984 році отримав звання Народний артист РРФСР.
Автор книги (рос.)«Мои годы — россыпь самоцветов» — М., Вече , 2007.
Пішов з життя 25 лютого 2008. Володимира Трошина поховали 28 лютого 2008 на Троєкурівському кладовище Москви.

## Творчість
Виступаючи з естрадними піснями на сцені Театру Естради з 1954 року, він співав в концертах з Утьосовим, Руслановою, Марлен Дітріх — під час її гастролей. У 1955 році Трошин вийшов на естраду з виконання пісень радянських композиторів. Звичайне його ім'я тут зв'язується з «Підмосковними вечорами», які він спочатку записав для документального фільму, а потім виконав і по радіо. Вперше виконав на Всесоюзному радіо пісню Оскара Фельцмана на вірші Володимира Войновича (рос.)«14 минут до старта» («Заправлены в планшеты космические карты…»), присвячену першому польоту в космос Юрія Гагаріна. У репертуарі Трошина пісні «У місто приходить весна», «Суботній вечорок», «Зелений вогник», «По нічній Москві», «Люди в білих халатах», «Заправлені в планшети космічні карти», (рос.)«Ты не печалься», «Ночной разговор».

### Ролі в театрі
На театральному терені він досить швидко досяг популярності і визнання, вже в 25 років він отримав нагороду, про яку тоді мріяв кожен творчий працівник, — Сталінську премію за роль сільського винахідника Івана Яркіна в спектаклі «Друга любов». Пізніше Трошин став народним артистом РРФСР.
- «Безприданниця» О. Островського
- «Молода гвардія» О. О. Фадєєва — Олег Кошовий[3]

Трошин багато років працював в Московському художньому академічному театрі імені Чехова, де створив ряд образів у спектаклях за творами класиків і сучасних авторів.

### Фільмографія
- 1951 — «Тарас Шевченко» Кріпак-бунтівник
- 1956 — «Вони були першими» — епізод
- 1956 — «На підмостках сцени» — боєць ЧОП, гармоніст-співак в вагоні-теплушці
- 1957 — «На графських руїнах»
- 1957 — «Справа була в Пенькові» — лектор Крутіков
- 1958 — «Людина з планети Земля»
- 1958 — «Олеко Дундич» — Ворошилов
- 1958 — «День перший»
- 1959 — «Золотий ешелон»
- 1962 — «Гусарська балада» — Горич, партизан, який співає пісню «Давним-давно», в чорному мундирі «Безсмертних гусар» Олександрійського гусарського полку
- 1963 — «Мрії назустріч» — виконує за кадром пісню «Чотирнадцять хвилин до старту»
- 1963 — «Великі і маленькі» — Коробов
- 1964 — «Велика руда» — водій
- 1966 — «Літери з ящика радиста» (мультфільм ст. «Київнаукфільм») — виконує пісні за кадром
- 1967 — «Я люблю тебе, життя!..» (к/м, музичний фільм)
- 1967 — «Тетянин день» — Приятель Самсонова
- 1968 — «Крах» — Вінстон Черчилль
- 1969 — «Викрадання» (фільм-концерт)
- 1972 — «Вороги» (фільм-спектакль) — поручик
- 1973 — «Будні карного розшуку» (кіностудія ім. О. Довженка) — закадровий вокал
- 1975 — «Переходимо до любові» (кіностудія ім. О. Довженка) — Іван Дмитрович, фронтовик
- 1975 — «Принц і жебрак» (фільм-спектакль) — лорд Гердфорд / бродяга Буль
- 1976 — «Сибір» (т/с, 5-я серія) — Юхим
- 1979 — «Своє щастя» (реж. В'ячеслав Криштофович, кіностудія ім. О. Довженка) — Володимир Костянтинович, відповідальний редактор
- 1980 — «У матросів немає питань» — попутник, сусід по купе
- 1980 — «Візит у Ковалівку» (кіностудія ім. О. Довженка) — Олександр Стрельников
- 1980 — «Старий Новий рік» — Любин чоловік
- 1980 — «Дивна відпустка» (реж. Микола Засєєв-Руденко, Ігор Вєтров; кіностудія ім. О. Довженка)
- 1985 — «Битва за Москву» — Ворошилов
- 1987 — «Так переможемо!» (Фільм-спектакль) — Харитон
- 1989 — «Сталінград» — К. Ворошилов
- 1989 — «З життя Федора Кузькіна» — Петро Іванович, секретар обкому
- 1989 — «Вхід в лабіринт» — Обоїмов
- 1989 — «У місті Сочі темні ночі» — актор, який грав Ворошилова
- 1991 — «Чорнобиль: Останнє попередження» (США, Велика Британія, СРСР) — Михайло Горбачов
- 1991 — «Вовкодав» — Буров, міністр
- 1992 — «Чорний квадрат» — Володимир Костянтинович, генерал
- 1993 — «Трагедія століття» — Ворошилов
- 1993 — «Сірі вовки» — Н. В. Подгорний
- 1993 — «Російська співачка» — генерал Власов
- 1997 — «На зорі туманної юності» — Бехтєєв та ін.

## Вибрані пісні репертуару
(рос.)
- «В землянке» (К. Листов — О. Сурков)
- «Веришь, не веришь» (А. Островський — Л. Ошанін)
- «Вторая молодость» (О. Морозов — М. Рябінін)
- «Город уснул» (С. Туліков — Б. Дворний)
- «Дорогой длинною» (Б. Фомін — К. Подрєвський)
- «Журавли» (В. Мураделі — П. Барто)
- «За фабричной заставой» (М. Фрадкін — Є. Долматовський)
- «И на Марсе будут яблони цвести» (В. Мураделі — Є. Долматовський)
- «Ласковая песня» (М. Фрадкін — Є. Долматовський)
- «Моему другу» (М. Богословський — М. Матусовський)
- «Морзянка» (М. Фрадкін — М. Пляцковський)
- «Мосты» (А. Бабаджанян — В. Орлов)
- «Мы жили по соседству» (М. Фрадкін — Є. Долматовський)
- «Ночной разговор» (М. Фрадкін — В. Лазарєв)
- «Одинокая гармонь» (Б. Мокроусов — М. Ісаковський)
- «Отчего, почему» (А. Ешпай — В. Котов)
- «Подмосковные вечера» (В. Соловйов-Сєдой — М. Матусовський)
- «Помнишь, мама» (М. Богословський — М. Дорізо)
- «Прости меня» (Е. Колмановський — І. Шаферан)
- «Сердце моё» (В. Шаїнський — В. Харитонов)
- «Старая пластинка» (Ю. Левітін — М. Матусовський)
- «Течёт река Волга» (М. Фрадкін — Л. Ошанін)
- «Тишина» (Е. Колмановський — В. Орлов)
- «Только раз» (Б. Фомін — П. Герман)
- «Ты не печалься» (М. Тарівердієв — М. Добронравов)
- «Ты рядом со мной» (Б. Мокроусов — М. Глейзаров)
- «Четырнадцать минут до старта» (В. Войнович — О. Фельцман)
- «Шаги» (Я. Френкель — А. Поперечний)
- «Я никуда не тороплюсь» (І. Сімановський)
- «Я сказал тебе не все слова» (А. Ешпай — В. Карпеко)

## Пам'ять
- 2011 — Документальний цикл «Острови». Випуск передачі присвячений Володимиру Трошину.